# Teresa Vinyoles Vidal
Teresa Vinyoles Vidal (Barcelona, 1942) es una historiadora medievalista española
Profesora titular ya retirada de Historia Medieval en la Universidad de Barcelona, escritora, cofundadora y antigua miembro del Centro de Investigación de Mujeres (1982) de la Universidad de Barcelona. Fue también la directora científica del Diccionario Biográfico de Mujeres (DBD), estrenado el diciembre de 2010. En el transcurso de los años 2009-2010 impartió una conferencia de introducción a la asignatura del Instituto de Estudios Catalanes.

## Obras
Sus principales obras escritas son las siguientes:
- La vida quotidiana a Barcelona vers 1400 (Vol. 1-2). Barcelona (1983)
- Les barcelonines a les darreries de l'edat mitjana (Barcelona, Fundació Vives Casajuana, 1976).
- La vida quotidiana a Barcelona vers 1400  (Barcelona, Fundació Vives Casajuana, 1985).
- Mirada a la Barcelona medieval des de les Finestres gòtiques (Barcelona, Dalmau, 2002).
- Presència de les dones a la Catalunya medieval (Vic, Eumo, en prensa).
- Història de les dones a la Catalunya medieval. Lleida (2005)[5]
- Les veus de les malmaridades, Publicacions de la Universitat de Barcelona, 2012.
- Des de la frontera: Castells medievals de la Marca, Publicacions de la Universitat de Barcelona, 2001. (coautora)

### Cd-rom
- Viure en un castell de la frontera: Passeig virtual pels segles XI-XII, Publicacions de la Universitat de Barcelona, 2000 (coautora)